# Tessie O’Shea
Tessie O’Shea (* 13. März 1913 in Cardiff, Wales, Vereinigtes Königreich als Teresa O'Shea; † 21. April 1995 in Leesburg, Florida, Vereinigte Staaten) war eine walisische Schauspielerin und Sängerin.

## Leben und Wirken
O’Shea begann bereits als Kind zu singen und zu tanzen und trat in verschiedenen Theatern überall in Großbritannien auf.
Im Zweiten Weltkrieg trat sie im Rahmen der Truppenbetreuung für die Entertainments National Service Association (ENSA) vor britischen Soldaten an der Front auf. Ab den 1950er-Jahren konnte man sie in diversen Serien und Shows wie The Merv Griffin Show,  The Mike Douglas Show oder The Tonight Show Starring Johnny Carson sehen.
In den 1960er-, 1970er- und 1980er-Jahren war O’Shea in einigen Produktionen am Broadway als Theaterschauspieler tätig und erhielt 1963 den Tony Award für die Rolle der Ada Cockle in dem Stück The Girl Who Came to Supper. Ferner wurde sie für ihre Rolle in Die Geschichte des Dr. Jekyll & Mr. Hyde als beste Nebendarstellerin in einem Drama für den Emmy nominiert.
Ihr Spitzname lautete Two-Ton Tessie.
Am 21. April 1995 verstarb sie an Herzinsuffizienz.

## Filmografie

### Filme
- 1948: Somewhere in Politics
- 1948: Holidays with Pay
- 1954: Panto Parade (Fernsehfilm)
- 1957: Kostbare Bürde (The Shiralee)
- 1964: Mr. Scrooge (Fernsehfilm)
- 1966: Die Russen kommen! Die Russen kommen! (The Russians Are Coming, the Russians Are Coming)
- 1968: Die Geschichte des Dr. Jekyll & Mr. Hyde (The Strange Case of Dr. Jekyll & Mr. Hyde, Fernsehfilm)
- 1969: Ein liebenswertes Freudenhaus (The Best House in London)
- 1971: Die tollkühne Hexe in ihrem fliegenden Bett (Bedknobs and Broomsticks)

### Fernsehserien
- 1951: Four Star Revue (1 Folge)
- 1956: Tess and Jim (3 Folgen)
- 1969: Comedy Playhouse (1 Folge)
- 1969–1970: As Good Cooks Go (7 Folgen)
- 1979: Abenteuer im Ahornland (Matt and Jenny, 1 Folge)